# 甲西道路
甲西道路（こうさいどうろ）は、山梨県南巨摩郡富士川町から山梨県甲斐市に至る国道52号のバイパス道路である。沿線では「甲西バイパス」と言う呼び方もされている。
一部、新山梨環状道路の西部区間として建設されている。また南アルプス市内の旧甲西町にある甲西工業団地内の区間に付いては甲西工業団地の造成と共に完成しており供用されていた。

## 概要
- 起点：山梨県南巨摩郡富士川町鰍沢
- 終点：山梨県甲斐市志田
- 延長：18.2km
- 構造：第3種第2級
- 幅員：16.0m - 40.0m
- 設計速度：60km/h（制限速度：50km/h）
- 車線数：2車線

沿道に住宅や商店街が形成されて狭く周りを囲まれてしまった状態で改良工事が困難な南巨摩郡富士川町 - 韮崎市（国道20号重複区間）間での道路改良のため作られたバイパスで、旧増穂町内から旧鰍沢町内の国道52号と合流する地点（3.0km）までが2007年（平成19年）4月15日15時に開通した事により全線開通した。
甲西道路は最後に開通した区間以外のほとんどの区間で中部横断自動車道の側道という規格でできている。中部横断道も甲西道路の建設と並行して用地取得されたが、甲西道路の建設の方が先行し甲西道路各区間の開通の後に続けて同様に建設・供用されていった。甲西道路と平行している中部横断道の区間は甲西道路の全線開通に先んじた2006年（平成18年）12月16日に南アルプスIC - 増穂ICの開通によって完成した。
建設に際して、沿線に位置する南アルプス市域（旧甲西町域）の大師東丹保遺跡や油田遺跡、南巨摩郡富士川町の鰍沢河岸など山梨県埋蔵文化財センターによる発掘調査が行われた。

## 路線
主な交差点
| 施設名                                 | 接続路線名                           | 距離 (km) | 備考                   | 所在地           |
| -------------------------------------- | ------------------------------------ | --------- | ---------------------- | ---------------- |
| 国道52号静岡・身延方面                 |                                      |           |                        |                  |
| 鰍沢                                   | 県道42号韮崎南アルプス富士川線       | 0.0       |                        | 南巨摩郡富士川町 |
| 富士橋西詰                             | 県道4号市川三郷富士川線              |           |                        | 南巨摩郡富士川町 |
| 青柳町                                 | 農道（富士川大橋）                   |           |                        | 南巨摩郡富士川町 |
| 増穂IC                                 | 中部横断道                           | 3.0       |                        | 南巨摩郡富士川町 |
| 坪川大橋南                             | 国道140号 県道26号富士川南アルプス線 | 3.8       |                        | 南巨摩郡富士川町 |
| 甲西中東                               | 県道105号一軒茶屋荊沢線              | 6.7       |                        | 南アルプス市     |
| 十日市場                               | 県道12号韮崎南アルプス中央線         |           |                        | 南アルプス市     |
| 南アルプスIC                           | 中部横断道                           | 9.2       | 新山梨環状道路南部区間 | 南アルプス市     |
| 十五所                                 | 県道5号甲府南アルプス線              |           |                        | 南アルプス市     |
| 消防白根分遣所（白根IC）               | 中部横断道 県道39号今諏訪北村線      | 12.2      |                        | 南アルプス市     |
| 野牛島東                               | 県道20号甲斐早川線                   |           |                        | 南アルプス市     |
| 双田橋南                               | 県道118号南アルプス甲斐線            |           |                        | 南アルプス市     |
| 双田橋（全長359.5m）                   |                                      |           |                        |                  |
| 双田道                                 | 国道20号                             | 18.2      |                        | 甲斐市           |
| 国道20号（双葉バイパス）甲府・韮崎方面 |                                      |           |                        |                  |